# Desmodium tenuifolium
Desmodium tenuifolium är en ärtväxtart som beskrevs av John Torrey och Asa Gray. Desmodium tenuifolium ingår i släktet Desmodium och familjen ärtväxter. Inga underarter finns listade i Catalogue of Life.